# Obersthofmeister

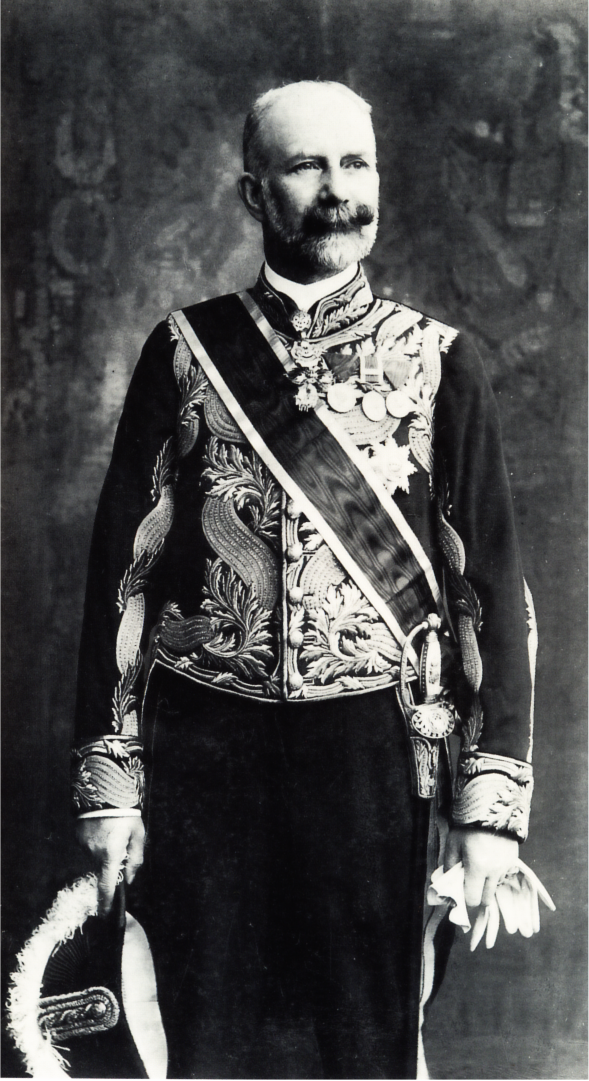
Alfred von Montenuovo war einer der bekanntesten Obersthofmeister

Am Hof des römisch-deutschen Kaisers (bis 1806) und des Kaisers von Österreich in Wien (1804–1918) fungierten Obersthofmeister als unmittelbare Leiter des kaiserlichen Hofes und Haushalts. 

## Definition und Geschichte
Zu den Aufgaben des Obersthofmeisteramtes seiner Majestät in Wien gehörten die Verwaltung der vom Hof benützten Schlösser und Palais inklusive Baumaßnahmen, die Aufsicht über die k.k. Hoftheater (Hofburgtheater und Hofoper in Wien), die staatspolitisch relevante Planung des Zeremoniells (z. B. Rede- und Tischordnung, Reihenfolge der Vorfahrt der Wagen) bei förmlichen Auftritten des Monarchen und die Erstellung der Einladungen zu den Audienzen des Herrschers. Der Erste Obersthofmeister des Monarchen rangierte, wie im jährlich erschienenen Hof- und Staatshandbuch. ersichtlich, rangmäßig unmittelbar hinter dem Erzhaus, der Dynastie Habsburg-Lothringen, und vor allen anderen Hochadeligen. Das Obersthofmeisteramt des Monarchen hatte seinen Sitz in der Hofburg in Wien.
Als das einheitliche Kaisertum Österreich 1867 in die Doppelmonarchie Österreich-Ungarn umgegliedert wurde, blieb das nunmehrige k.u.k. Obersthofmeisteramt für beide Reichsteile zuständig. Am königlichen Hof in Budapest existierte ein weiterer Obersthofmeister (Curiae Regiae Magister).
Die Ehefrau des Monarchen hatte ihren eigenen Hofstaat, dem ein Obersthofmeister und/oder eine Obersthofmeisterin vorstanden. Obersthofmeister standen auch dem Kronprinzen und anderen großjährigen Erzherzögen zu. Auch der exilierte Kronprinz von Hannover Ernst August von Hannover (1845–1923) hatte in Oswald von Kielmansegg einen Obersthofmeister zur Leitung seiner Hofhaltung im Schloss Cumberland in Gmunden.
Fürst Alfred von Montenuovo, bis 1908 neben Fürst Rudolf von Liechtenstein Zweiter, ab 1909 Erster Obersthofmeister des Kaisers und mit der Kaiserfamilie entfernt verwandt, soll starken Einfluss auf den greisen Franz Joseph I. besessen haben. Letzter Obersthofmeister Karls I. war im Ersten Weltkrieg, als das Amt zugunsten des Militärs und der Politik stark an Bedeutung verloren hatte, Graf Leopold Berchtold.
Als der letzte Kaiser, Karl I., am 11. November 1918 auf jeden Anteil an den Staatsgeschäften verzichtete, wurde das Obersthofmeisteramt obsolet. Seine infrastrukturellen Verwaltungsaufgaben wurden auf dem Gebiet des heutigen Österreich (noch ohne das Burgenland) von der Staatsregierung Renner I des neuen Staates Deutschösterreich übernommen.

## Liste der (Ersten) Obersthofmeister des Kaisers und Königs in Wien
- Claude Bouton
- Cyriak von Polheim
- 1530–1539 Wilhelm von Rogendorf[3]
- 1539–1545 Leonhard von Fels
- 1564–1567 Leonhard IV. von Harrach
- 1567–1575 Johann III. von Trautson
- 1576–1587 Adam von Dietrichstein
- 1593–1600 Wolf Rumpf
- 1600–1606 Friedrich IV. (Fürstenberg-Heiligenberg)
- 1607–1608 Ernst von Mollard
- 1608–1609 Jakob Adam von Attems
- 1609–1612 Georg Ludwig von Leuchtenberg
- 1612–1617 Friedrich II. von Fürstenberg
- 1619–1625 Hans Ulrich von Eggenberg
- 1625–1626 Gundaker von Liechtenstein
- 1626–1637 Leonhard Helfried von Meggau
- 1637–1650 Maximilian von und zu Trauttmansdorff
- 1650–1655 Maximilian von Dietrichstein zu Nikolsburg
- 1655–1657 Johann Weikhard von Auersperg
- 1657–1665 Johann Ferdinand von Porcia
- 1665–1674 Wenzel Eusebius von Lobkowicz
- 1675–1682 Johann Maximilian von Lamberg
- 1683 (April bis Oktober) Albrecht Graf von Zinzendorf
- 1683–1698 Ferdinand Joseph von Dietrichstein
- 1699–1705 Ferdinand Bonaventura von Harrach
- 1705–1709 Karl Theodor Otto Fürst Salm
- 1709–1711 Johann Leopold Donat Fürst Trautson, Graf von Falkenstein
- 1711–1721 Anton Florian von Liechtenstein
- 1721–1724 Johann Leopold Donat Fürst Trautson, Graf von Falkenstein
- 1724–1747 Sigmund Rudolph Graf von Sinzendorf und Thannhausen
- 1747–1751 Joseph Lothar von Königsegg-Rothenfels
- 1753–1769 Corfitz Anton Graf von Ulfeldt
- 1769–1776 Johann Joseph Fürst von Khevenhüller-Metsch
- 1776–1782 Joseph I. Fürst zu Schwarzenberg
- 1783–1807 Johann Georg Adam I. Fürst von Starhemberg
- 1807–1827 Ferdinand Fürst von und zu Trauttmansdorff-Weinsberg
- 1827–1835 unbesetzt
- 1835–1843 Rudolph Fürst zu Colloredo-Mannsfeld
- 1844–1848 unbesetzt
- 1848–1849 Karl Ludwig von Grünne
- 1849–1865 Karl Fürst zu Liechtenstein
- 1866–1896 Konstantin zu Hohenlohe-Schillingsfürst
- 1896–1908 Rudolf Fürst zu Liechtenstein
- 1909–1917 Alfred Fürst von Montenuovo
- 1917–1918 Konrad zu Hohenlohe-Schillingsfürst
- 1918–1918 Leopold Graf Berchtold

## Liste der Obersthofmeister des Königs in Budapest
- 1867–1877 György Graf Károlyi von Nagykároly
- 1878–1881 unbesetzt
- 1882–1883 György Graf Festetics von Tolna
- 1884–1898 Géza Graf Szapáry von Szapár, Muraszombat und Széchysziget
- 189900000 unbesetzt
- 1900–1904 Dezső Baron Bánffy von Losonc
- 1905–1918 Tasziló Fürst Festetics von Tolna

## Andere Länder
Das Hofamt des Obersthofmeisters (auch Oberhofmeister, Landhofmeister, Großhofmeister) wurde bis ins 16. Jahrhundert an allen anderen Fürstenhöfen und auch bei kleineren Dynasten eingerichtet. Das Hofmeisteramt gewann im 15. Jahrhundert nach und nach die Bedeutung eines Staatsamtes, und der Hofmeister entfaltete schließlich an den deutschen Fürstenhöfen nahezu die Wirksamkeit eines Haus- und Kabinettsministers.
Im Russischen Kaiserreich gab es bis 1917 bei Hofe die beiden Titel Oberhofmeister (russisch Ober-gofmeister) und Hofmeister (russisch Gofmeister). Sie entsprachen gemäß Rangtabelle den Rang-Kategorien K2 bzw. K3.
Siehe auch: Hofmeister